# Monophyllus redmani
Monophyllus redmani е вид прилеп от семейство Американски листоноси прилепи (Phyllostomidae). Видът не е застрашен от изчезване.

## Разпространение
Разпространен е в Бахамски острови, Доминиканска република, Куба, Пуерто Рико, Хаити и Ямайка.